# Cynometra
Cynometra  é um género botânico pertencente à família Fabaceae.
O género foi descrito por Lineu e publicado em Species Plantarum 1: 382. 1753. A espécie-tipo é Cynometra cauliflora L.
Trata-se de um género reconhecido pelo sistema de classificação filogenética Angiosperm Phylogeny Website.

## Espécies
O género tem 170 espécies desscritas, das quais 84 são aceites. Algumas das espécies descritas são:
| - Cynometra alexandri - Cynometra americana - Cynometra ananta - Cynometra bauhiniifolia - Cynometra brachyrrhachis - Cynometra cauliflora - Cynometra cubensis - Cynometra cuneata - Cynometra duckei - Cynometra engleri - Cynometra fissicuspis - Cynometra gillmanii - Cynometra greenwayi - Cynometra hankei - Cynometra hemitomophylla - Cynometra hondurensis - Cynometra hostmanniana - Cynometra insularis - Cynometra iripa - Cynometra leonensis - Cynometra letestui - Cynometra longicuspis - Cynometra longifolia - Cynometra longipedicellata - Cynometra lujae - Cynometra lukei | - Cynometra mannii - Cynometra marginata - Cynometra megalophylla - Cynometra michelsonii - Cynometra microflora - Cynometra nyangensis - Cynometra oaxacana - Cynometra oddonii - Cynometra palustris - Cynometra parvifolia - Cynometra pedicellata - Cynometra portoricensis - Cynometra ramiflora - Cynometra retusa - Cynometra sanagaensis - Cynometra schlechteri - Cynometra schottiana - Cynometra sessiliflora - Cynometra spruceana - Cynometra stenopetala - Cynometra suaheliensis - Cynometra trinitensis - Cynometra ulugurensis - Cynometra vogelii - Cynometra webberi |

- «Lista completa»

## Sinónimos
- Metrocynia Thouars[4]

## Classificação do gênero
| Sistema | Classificação                     | Referência               |
| ------- | --------------------------------- | ------------------------ |
| Linné   | Classe Decandria, ordem Monogynia | Species plantarum (1753) |